# Czesław Bieżanko
Czesław Bieżanko est un entomologiste polonais, né le 22 novembre 1895 à Kielce et mort en 1986 à Pelotas au Brésil.
Il enseigne à l'université de Curitiba et à l'école d'agronomie de Pelotas au Brésil ; il reçoit un titre de docteur honoris causa de l'Académie d'agriculture. Spécialiste des papillons sud-américains, un genre au moins (Biezankoia Strand, 1936) et onze espèces lui ont été dédiées.

## Récompenses et distinctions
En 1963, il est décoré par le gouvernement brésilien de l'Ordre de la Croix du Sud pour avoir initié et introduit la culture du soja dans l'État du Rio Grande do Sul. Trois ans plus tard, il reçoit la Croix d'officier de l'Ordre Polonia Restituta,.